# Ulhówek (gromada)
Ulhówek – dawna gromada, czyli najmniejsza jednostka podziału terytorialnego Polskiej Rzeczypospolitej Ludowej w latach 1954–1972.
Gromady, z gromadzkimi radami narodowymi (GRN) jako organami władzy najniższego stopnia na wsi, funkcjonowały od reformy reorganizującej administrację wiejską przeprowadzonej jesienią 1954 do momentu ich zniesienia z dniem 1 stycznia 1973, tym samym wypierając organizację gminną w latach 1954–1972.
Gromadę Ulhówek z siedzibą GRN w Ulhówku utworzono – jako jedną z 8759 gromad na obszarze Polski – w powiecie tomaszowskim w woj. lubelskim na mocy uchwały nr 16 WRN w Lublinie z dnia 5 października 1954. W skład jednostki weszły obszary dotychczasowych gromad Ulhówek, Tarnoszyn, Rzeczyca i Szczepiatyn ze zniesionej gminy Ulhówek w tymże powiecie. Dla gromady ustalono 15 członków gromadzkiej rady narodowej.
1 stycznia 1958 do gromady Ulhówek włączono obszar zniesionej gromady Korczmin w tymże powiecie.
1 stycznia 1960 do gromady Ulhówek włączono wsie Rzeplin i Rokitno z gromady Telatyn, wieś i kol. Nr 1 i 2 Dyniska, kol. Jędrzejówka, kol. Magdalenka, kol. Ulików, kol. Dębina, wieś i kol. Hubinek, kol. Myślatyn oraz gospodarstwa Magdalenka i Dębina kol. ze zniesionej gromady Dyniska, a także wieś i kol. Żerniki ze zniesionej gromady Zimno w tymże powiecie.
Gromada przetrwała do końca 1972 roku, czyli do kolejnej reformy gminnej. 1 stycznia 1973 w powiecie tomaszowskim reaktywowano gminę Ulhówek.